# Der Bau
Der Bau ist eine 1923–1924 entstandene, unvollendete Erzählung von Franz Kafka, die postum erstmals 1928 in der Zeitschrift Witiko und 1931 von Max Brod veröffentlicht wurde. Sie schildert den vergeblichen Kampf eines Tieres um die Perfektionierung seines riesigen Erdbaues zum Schutz vor Feinden. Die Erzählung handelt von der Verstrickung in die zwanghafte Beobachtung einer selbstgeschaffenen labyrinthartigen Anlage, die zunehmende Paranoia erzeugt.

## Inhalt
Das Tier und der Bau
Der Ich-Erzähler, ein nicht näher bestimmtes, dachsähnliches Tier, hat sich einen vielfältig gestalteten unterirdischen Bau errichtet. Er dient als Schutz und gut bestückter Vorratsraum. Das Tier wird beherrscht von der Vorstellung, sich gegen einen wie auch immer gearteten Feind durch eine Optimierung des Baues schützen zu können. Zunächst ist das Tier sehr zufrieden in seinem Bau. Es schlummert häufig friedlich darin und frisst von seinen Vorräten, aber auch vom Kleingetier, das mit im Bau haust. Besonders die Stille empfindet es als wohltuend.
Allerdings gibt es zwei Bereiche des Baues, die ihm Sorgen machen: Der „Burgplatz“ und der Eingang. Auf dem „Burgplatz“ ist die Hauptmenge der Vorräte gelagert. Deren Verteilung scheint ihm aber ungünstig. Es sollten mehrere Burgplätze zur Verteilung der Vorräte vorhanden sein, aber das Tier sieht sich von der erforderlichen Bauarbeit überfordert. Der mit Moos bedeckte Eingang erlaubt kein unbemerktes Ein- und Aussteigen. Das Tier vollführt verschiedenste Prozeduren, wie Anlegen von Forschungsgräben und Zusatzgängen, beobachtet tagelang von außen den Eingang. Es findet aber keine Lösung, die sein Sicherheitsbedürfnis befriedigen würde.
Das Geräusch
Nach einer der häufigen Schlafphasen erwacht das Tier und bemerkt ein Geräusch, ein kaum hörbares Zischen. Von nun an wendet das Tier hoffnungsvoll seine ganze Energie und Aufmerksamkeit darauf, die Ursache zu finden und abzustellen. Diese Hoffnung trügt.
Das Tier bemerkt, dass das Geräusch nicht zu orten ist, vielmehr ist es an jedem Ort des Baus gleich laut zu hören. Das Tier kann dieses Geräusch nicht einem konkreten Feind zuordnen, dennoch ist es besessen davon. Es schläft nicht mehr und frisst kaum noch. Wie unter Zwang versucht es, Näheres über das Geräusch herauszufinden. Aber das Geräusch entzieht sich hartnäckig jedem Zugriff. Der letzte Satz, mit dem die Erzählung abbricht, lautet: „Aber alles blieb unverändert, das –“. Dieser Satz steht am Schluss einer Seite, was vermuten lässt, dass Kafka noch mehr geschrieben und einen Schluss verfasst hat. Um die Erzählung damals jedoch als abgeschlossen veröffentlichen zu können, änderte Max Brod den vermeintlich letzten Satz um in: „Aber alles blieb unverändert.“

## Textanalyse
Bereits die ersten Sätze umreißen die ganze Erzählung und den Zustand des Tieres: „Ich habe den Bau eingerichtet und er scheint wohlgelungen. […] Freilich manche List ist so fein, dass sie sich selbst umbringt, das weiß ich besser als irgendwer sonst […].“ So entwickelt sich ein monologischer, zunehmend besessener Sprachstrom bis zum Ende.
Ein Tier, dessen Streben Absicherung, Nahrungsüberfluss und Behaglichkeit ist (was sich mit Biedermeier und Kleinbürgertum assoziieren lässt), hat sich einen labyrinthischen Erdbau geschaffen, der diese Bedürfnisse zu befriedigen scheint. Gewisse Mängel des Baues beunruhigen zwar, trotzdem fühlt sich das Tier symbiotisch mit ihm verbunden. Das Tier wird tatsächlich nie – wie immer befürchtet – wirklich angegriffen, weder beim Ein- oder Aussteigen, noch im Inneren seines Baues.
Ein kaum wahrnehmbares, unerklärliches Zischen kommt zwar nicht näher, scheint aber allgegenwärtig zu sein, ohne dass das Tier einen Bezug zu ihm selbst erkennen kann. Gerade die offensichtlich mangelnde Kausalität des Geräuschs ruft in dem Tier zunehmend eine tiefe paranoide Panik hervor. Die bisherigen Mechanismen seiner rational-technischen Überlegungen zur Verbesserung des Baues gehen nun ins Leere. Das Tier verirrt sich im Labyrinth seiner panischen Gedanken so, wie sich der Feind in dem von ihm geschaffenen Labyrinth verirren sollte. Das Tier beobachtet und analysiert das Geräusch (= den Feind) mit übersteigerter Aufmerksamkeit. Aber jede seiner Aktionen zur Aufklärung geht ins Leere, alles bleibt unverändert.
Dieser Ausklang wird als abschließend empfunden. Allerdings schreibt Max Brod unter Berufung auf Dora Diamant, die letzte Freundin Kafkas, von einer „bis zum Schluß gespannte[n] Kampfstellung in unmittelbarer Erwartung des Tieres und des entscheidenden Kampfes, in dem der Held unterliegen wird“.

## Deutungsansätze
Kafka hat 1915 unter dem Kriegseindruck einen für Publikum gestellten Schützengraben mit seiner klaustrophobischen Enge besichtigt und eine Vorstellung vom Grabenkrieg erhalten. Denkbar ist, dass er diese Eindrücke noch acht Jahre später in der Schilderung des beklemmenden unterirdischen Labyrinths verarbeitet hat.
Übrigens hat sich Kafka bei seinen Tiergeschichten, insbesondere in der vorliegenden, stark an den Schilderungen aus Brehms Tierleben orientiert, hier diente als Vorlage der Dachs.
Kafka erklärte Dora Diamant halb im Scherz, dass sie der „Burgplatz“ seiner Geschichte sei. So liegt es nahe, den Bau auf Kafkas damalige Lebens- und Wohnverhältnisse zu beziehen. Es gibt die Deutung, dass das Geräusch gar nicht von außen, sondern aus dem Protagonisten selbst kommt und so ein Hinweis auf Kafkas fortschreitende Lungentuberkulose sein könnte. Ein anderer biografischer Deutungsansatz stellt Beziehungen zwischen den Ausbildungen des Baues und Kafkas Schaffen her (Ähnliches siehe Elf Söhne). Danach entspräche der Burgplatz und das Eingangslabyrinth den Romanfragmenten Das Schloß und Der Verschollene. Man kann den Text aber auch als Versuch Kafkas lesen, die mit Autoren wie James Joyce oder Arthur Schnitzler einsetzende Darstellung des stream of consciousness im Sinne der „transparent minds“-Theorie Dorrit Cohns auf die Ebene eines im sorgenvollen Grübeln sich verlierenden Erzählens zu bringen.

## Bezüge zu anderen Werken Kafkas
Man kann den Bau als ein Spätwerk Kafkas bezeichnen. Hier finden sich die Motive aus seinen anderen Werken wieder, z. B. aus Das Schloß – nämlich Vergeblichkeit und Scheitern eines intensiven Strebens. Das große grabende Tier taucht bereits im Riesenmaulwurf aus der Erzählung Der Dorfschullehrer auf. Die Beschreibung der Irritation durch Geräusche wird in Großer Lärm dargestellt. Der innere Ablauf des Textes, nämlich ganz positiv gestimmter Beginn, schnelles Auftauchen von Zweifeln und am Ende Panik und Selbstverlust, erinnert stark an den Aufbau der Erzählung Das Urteil.

## Zitat
- „Es muß ja kein eigentlicher Feind sein, dem ich die Lust errege, mir zu folgen, es kann recht gut irgendeine beliebige kleine Unschuld, irgendein widerliches kleines Wesen sein, welches aus Neugier mir nachgeht und damit, ohne es zu wissen, zur Führerin der Welt gegen mich wird, es muß auch das nicht sein, vielleicht ist es – und das ist nicht weniger schlimm als das andere, in mancher Hinsicht ist es das schlimmste – vielleicht ist es jemand von meiner Art, ein Kenner und Schätzer von Bauten …“

## Rezeption
- Bettina v.Jagow/Oliver Jahraus, Beitrag Els Andringa S. 330: „Hier folgen die Gedankenkreise gleichsam den unergründlichen Handlungskreisen des unsichtbaren Feindes. Der Leser folgt zugleich den vermuteten räumlichen Bewegungen des feindlichen Tieres und den Hypothesen des Ichs.  ... Damit wäre allerdings noch nicht erklärt, warum das Werk zu so vielen verschiedenen Bereichen in Bezug gesetzt werden und sich durch Zeiten und Räume hindurch bewegen kann.“

## Verfilmungen
- 2014: Kafkas Der Bau von Jochen Alexander Freydank mit Axel Prahl, Devid Striesow, Robert Stadlober und Josef Hader[11]

## Ausgaben
- Franz Kafka: Beim Bau der Chinesischen Mauer. Ungedruckte Erzählungen und Prosa aus dem Nachlaß. Herausgegeben von Max Brod und Joachim Schoeps, Gustav Kiepenheuer Verlag, Berlin 1931.
- Franz Kafka: Sämtliche Erzählungen. Herausgegeben von Paul Raabe. Fischer-Taschenbuch-Verlag, Frankfurt am Main 1970, ISBN 3-596-21078-X.
- Franz Kafka: Nachgelassene Schriften und Fragmente 2. Herausgegeben von Jost Schillemeit. Fischer, Frankfurt am Main, 1992, ISBN 3-10-038144-0, S. 576–632.
- Franz Kafka: Die Erzählungen. Originalfassung, hrsg. von Roger Hermes. Fischer, Frankfurt am Main 1997, ISBN 3-596-13270-3.

## Sekundärliteratur
- Peter-André Alt: Franz Kafka: Der ewige Sohn. Eine Biographie. München 2005, ISBN 3-406-53441-4.
- Manfred Engel: Kafka und die moderne Welt. In: Manfred Engel, Bernd Auerochs (Hrsg.): Kafka-Handbuch. Leben – Werk – Wirkung. Stuttgart/Weimar 2010, ISBN 978-3-476-02167-0, S. 498–515, bes. 509–511.
- Jörg Gallus: Labyrinthe der Prosa. Interpretationen zu Robert Walsers „Jakob von Gunten“, Franz Kafkas „Der Bau“ und zu Texten aus Walter Benjamins „Berliner Kindheit um neunzehnhundert“. Frankfurt am Main 2006, ISBN 3-631-54259-3 (= Literatur als Sprache, 15).
- Marcel Krings: Franz Kafka: Der „Hungerkünstler“-Zyklus und die kleine Prosa von 1920–1924. Spätwerk – Judentum – Kunst. Winter, Heidelberg 2022, ISBN 978-3-8253-4940-0.
- Vivian Liska: Der Bau. In: Manfred Engel, Bernd Auerochs (Hrsg.): Kafka-Handbuch. Leben – Werk – Wirkung. Stuttgart/Weimar 2010, ISBN 978-3-476-02167-0, S. 337–343.
- Jochen Thermann: Kafkas Tiere. Fährten, Bahnen und Wege der Sprache. Tectum Wissenschaftsverlag, Marburg 2010, ISBN 978-3-8288-2138-5.
- Wendelin Schmidt-Dengler, Norbert Winkler (Hrsg.): Die Vielfalt in Kafkas Leben und Werk. Vitalis, 2005, ISBN 3-89919-066-1.
- Reiner Stach: Kafka: Die Jahre der Erkenntnis. S. Fischer Verlag, 2008, ISBN 978-3-10-075119-5.
- Bettina von Jagow, Oliver Jahraus:  Kafka-Handbuch. Leben – Werk – Wirkung. Vandenhoeck& Ruprecht, 2008, ISBN 978-3-525-20852-6.